# Les Affiches en goguette
Les Affiches en goguette er en fransk stumfilm fra 1906 af Georges Méliès.